# Volvatellidae
Famille
Les Volvatellidae sont une famille de limaces de mer appartenant à l'ordre des Sacoglossa. 

## Liste des genres
Selon World Register of Marine Species (4 août 2015) :
- genre Ascobulla Ev. Marcus, 1972 -- 5 espèces
- genre Volvatella Pease, 1860 -- 18 espèces